# Capparis hereroensis
Capparis hereroensis là một loài thực vật có hoa trong họ Capparaceae. Loài này được Schinz mô tả khoa học đầu tiên năm 1895.